# واتس
شهر واتس (به مجاری: Vác) در پِشت در کشور مجارستان واقع شده‌است. جمعیت این شهر ۳۳٫۲۱۳ نفر است.

## نگارخانه

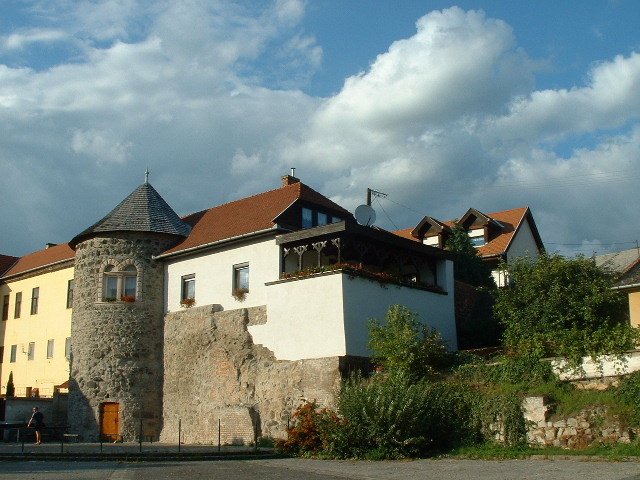

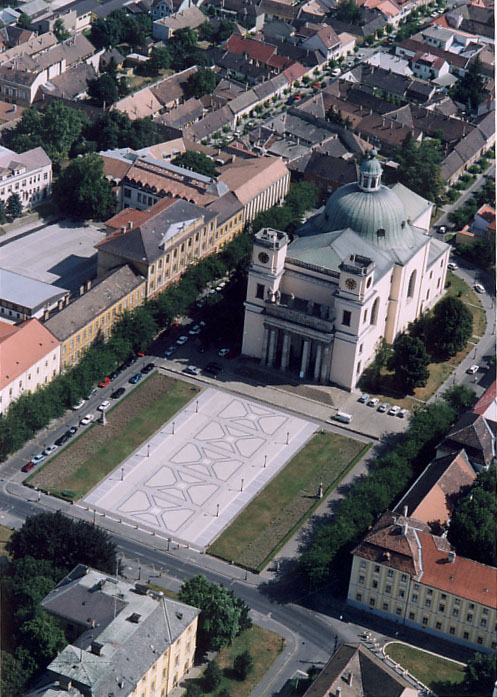

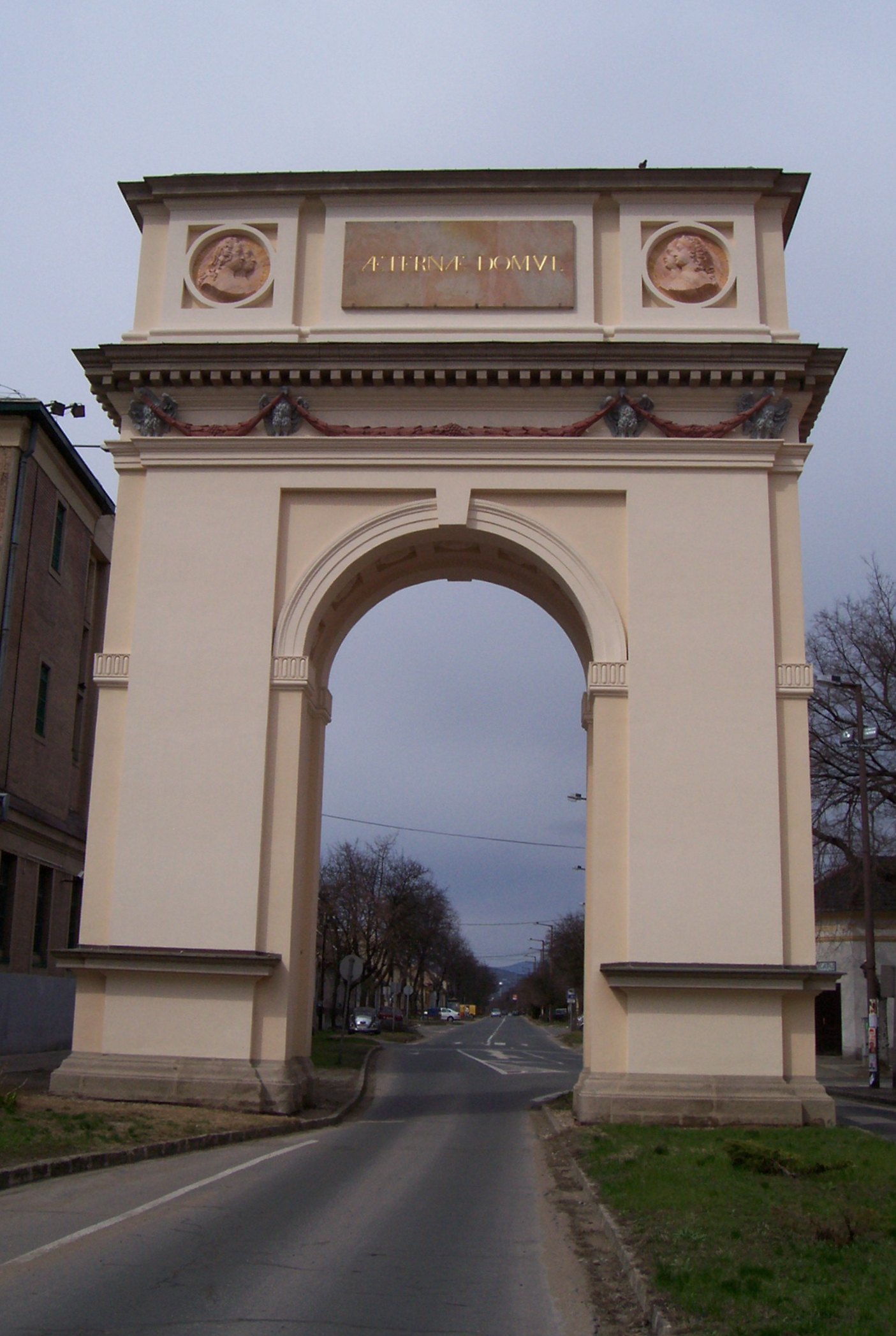